# Margo Hughes
Margo Montgomery Hughes is een personage uit de Amerikaanse soap As the World Turns. Ze wordt sinds 1989 gespeeld door Ellen Dolan. Andere actrices die de rol gespeeld hebben zijn Margaret Colin, Hillary B. Smith en Glynnis O'Connor.